# Ропша
Ро́пша (фин. Ropsu) — посёлок в Ломоносовском районе Ленинградской области. Административный центр Ропшинского сельского поселения.

## Название
Произошло в результате финнизации первоначального названия, происходящего от местного русского имени Храпша.

## История
Первые поселения появились в эпоху неолита (5—6 тыс. лет назад). Коренное население этих мест — прибалтийско-финские племена: чудь, водь, ижора. В VIII—IX веках в этих местах появляются ильменские словене, изменившие облик края, так как они использовали подсечно-огневую форму земледелия, выжигая коренные таёжные леса.
Ропша — один из древнейших населённых пунктов Ленинградской области. Впервые упоминается в Писцовой книге Водской пятины 1500 года, как сельцо Храпши в Кипенском погосте Копорского уезда.
В XVII веке край был захвачен шведами и стал собственностью вассала шведского короля, генерала Гастфера.
На карте Ингерманландии А. И. Бергенгейма, составленной по шведским материалам 1676 года, упоминается как селение Ropsus.
Пётр I устроил в Ропше небольшую усадьбу с деревянными строениями и регулярным садом, предназначенную в основном для лечения минеральной водой, на Княжей горе вблизи источника Иордань; ранее на том же месте располагалась мыза Гастфера, а рядом — лютеранская церковь.
В 1714 году Пётр I пожаловал усадьбу своему сподвижнику Фёдору Ромодановскому. После смерти последнего в 1717 году усадьбу унаследовал его сын Иван. В 1722 году он отдал её в приданое своей дочери Екатерине, вышедшей замуж за Михаила Головкина (сына сподвижника Петра I Гавриила Головкина). Гавриилу Головкину в 1712 году Пётр I пожаловал соседнюю со своей усадьбой мызу с деревнями. В усадьбе Головкиных имелись деревянные строения и регулярный сад, а в 1725 году началось строительство каменных хором. Михаил Головкин унаследовал усадьбу после смерти отца в 1734 году; она была объединена с усадьбой жены. Усадебный дом в Ропше был значительно перестроен, к чему предположительно имел отношение архитектор Пётр Еропкин. В 1742 году Михаил Головкин был отправлен в ссылку, а усадьба конфискована в собственность казны.
В усадьбе бывала, приезжая на охоту, Елизавета Петровна. По её поручению проект преобразования усадьбы разработал Растрелли. На основе старого усадебного дома был создан комплекс построек. Были обустроены Нижний и Верхний сады. Помимо Растрелли, к разработке плана ропшинского ансамбля предположительно имел отношение Жирар. Елизавета Петровна незадолго до смерти подарила Ропшу наследнику престола Петру Фёдоровичу, будущему Петру III.
В Ропше император Пётр III после недолгого правления погиб после свержения. Затем Екатерина II пожаловала Ропшу Григорию Орлову, при котором усадьба была заброшена и пришла в упадок. Селение Ропша упоминается на карте Санкт-Петербургской губернии Я. Ф. Шмидта 1770 года.
В 1785 году Ропшу приобрёл Иван Лазарев. Под руководством Григория Энгельмана и Томаса Грея были проведены преобразования ропшинского паркового комплекса, в частности была создана сложная система водоёмов, посажены деревья и кустарники, устроены оранжереи. Под руководством Антонио делла Порто были реконструированы сооружения. Юрием Фельтеном была создана бумажная фабрика.
Первая деревянная кирха была построена в Ропше в начале XVIII века. Новая кирха свв. апостолов Петра и Павла была построена поблизости в 1798 году в небольшой деревушке Малые Горки на пожертвования графа И. Л. Лазарева:237.
В 1801 году Лазарев продал усадьбу Павлу I, который вскоре был убит.
При Александре I Ропша находилась в ведении Кабинета Его Императорского Величества, в 1826 году была подарена Александре Фёдоровне, жене Николая I.
В 1827 году императрица Александра Фёдоровна на свои средства отремонтировала кирху:237.

РОПША — мыза принадлежит государыне императрице Александре Фёдоровне. В оной:

а) Церковь каменная, во имя Святых апостолов Петра и Павла.

б) Церковь каменная лютеранская, во имя Святого Александра.

в) Бумажная фабрика.

г) Оранжереи и казармы деревянные, как для мастеровых фабрики, так и садовых. (1838 год)

При Николае I управление усадьбой осуществлялось Собственной Его Императорского Величества канцелярией, затем — Департаментом уделов.
На этнографической карте Санкт-Петербургской губернии П. И. Кёппена 1849 года она обозначена как деревня «Ropsa», расположенная в ареале расселения савакотов. В пояснительном тексте к этнографической карте записаны:
- Ropscha das Gut (Мыза Ропша), количество жителей на 1848 год: савакотов — 58 м. п., 68 ж. п., всего 127 человек, русских — 60 человек
- Ropsa (Ropscha, Михайловская), количество жителей на 1848 год: савакотов — 35 м. п., 53 ж. п., всего 88 человек, русских — 320 человек
- Ropscha Papierfabrik ((Писче-) Бумажная Фабрика), количество жителей на 1848 год: савакотов — 190 м. п., 195 ж. п., всего 385 человек, русских — 230 человек. Ингерманландцы относились к лютеранскому приходу Ропсу[13]

В 1854 году кирху несколько перестроили по указу императора Николая I:237.

РОПША — мыза удельная при речке Стрелке и прудах, по левую сторону Нарвского тракта из Стрельны, в 20 верстах от Петергофа, число дворов — 4, число жителей: 75 м. п., 60 ж. п.; 
 Церковь православная. Училище. Ярмарка.

РОПШИНСКИХ ФАБРИКАНТОВ — слобода удельная при речке Стрелке, там же, в 19 верстах от Петергофа, число дворов — 31, число жителей: 304 м. п., 339 ж. п.; 
 Церковь православная. Сельский приказ. Дворец. Лазарет. Училище. Фабрика писчебумажная. (1862 год)

Сборник Центрального статистического комитета описывал её так:

ФАБРИЧНАЯ СЛОБОДА — село бывшее удельное, дворов — 33, жителей — 536; Писчебумажная фабрика, 3 лавки, постоялый двор. (1885 год)

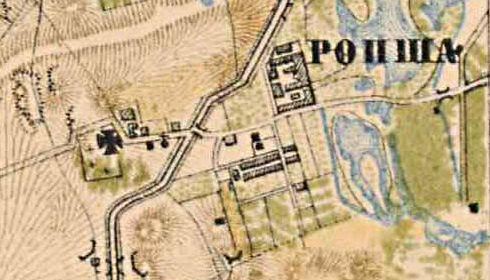
План усадьбы Ропша. 1885 год

На протяжении XIX века в усадьбе периодически велись разнообразные работы по её обустройству, также создавались подробные планы местности. В Ропше и окрестностях охотился Николай II. В конце XIX века Ропша была административным центром Ропшинской волости 1-го стана Петергофского уезда Санкт-Петербургской губернии, в начале XX века — 2-го стана. По приходским данным население мызы, деревни и посёлка писчебумажной фабрики было смешанным — финско-русским.
Приходской храм, рассчитанный на 550 мест, реставрировали вновь в 1904 году.
В 1905 году в Ропше открылась земская школа. Учителем в ней работал А. Еремеев.
К 1917 году в Ропшинском приходе числилось 2647 человек, службы проводили священники из прихода Скворица:237.
Изменение численности населения лютеранского прихода Ропсу с 1842 по 1917 год:96:
Вскоре после Октябрьской революции советское правительство национализировало Ропшинское имение. На территории поселения были образованы: Всесоюзный рыбный питомник, колхоз имени Ленина, позднее вошедший в состав совхоза «Красная Звезда», а также животноводческий совхоз «Октябрьский».
С 1917 по 1919 год Ропша входила в состав Ропшинского сельсовета Петергофского уезда.
С 1919 года в составе Кипено-Ропшинской волости.
С 1923 года в составе Ропшинского сельсовета Ропшинской волости Троцкого уезда.
Согласно данным переписи населения СССР 1926 года в деревне Михайловская проживали 195 человек — большинство русские, а также финны; в учхозе Ропша проживали 68 человек — большинство русские, а также финны, латыши и немцы; в посёлке Ропшинской писчебумажной фабрики проживали 35 человек — все русские.
С 1927 года в составе Урицкого района.
С 1930 года в составе Ленинградского Пригородного района.

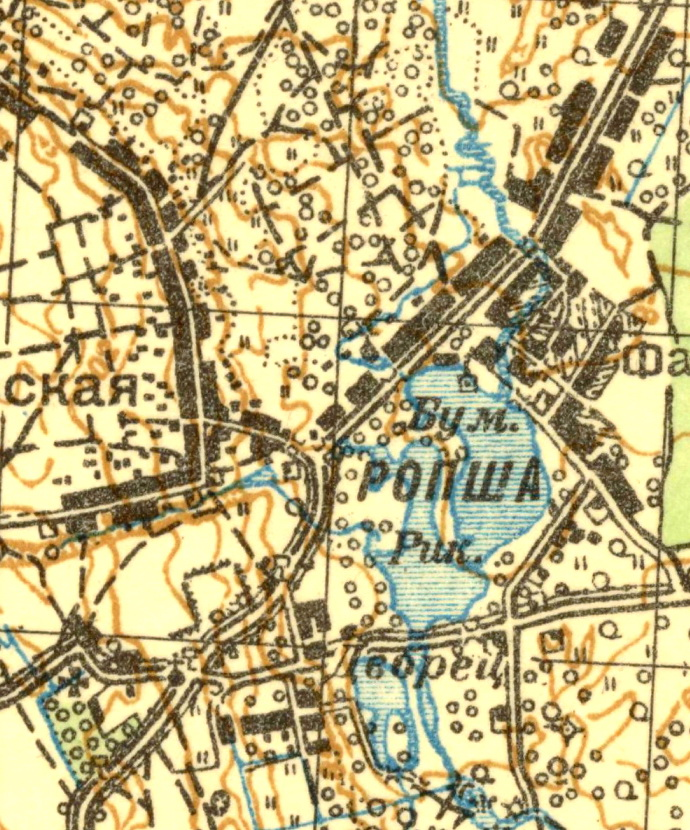
План села Ропша. 1931 год

По данным 1933 года село Ропша являлось административным центром Ропшинского сельсовета Ленинградского Пригородного района, в который входили 8 населённых пунктов: деревни Гладино, Елецко-Хабино, Липицы, Михайловская, Румбули, Хабино, хутор Ивановка и село Ропша, общей численностью населения 2506 человек.
С 1936 года Ропша в составе Красносельского района. По данным 1936 года в состав Ропшинского сельсовета входили 8 населённых пунктов, 462 хозяйства и 7 колхозов. Административным центром сельсовета являлся посёлок Фабрика Свобода.
В 1938 году кирху закрыли:237.
В годы Великой Отечественной войны, с сентября 1941 по январь 1944 года, Ропша была оккупирована немецкими войсками. В помещениях дворца разместился госпиталь вермахта.
Ропша упоминалось в директивах высшего немецкого военного командования в качестве стратегически важной господствующей высоты, с которой просматривалась панорама центральной части города. С артиллерийских позиций в Ропше противник продолжал артиллерийский обстрел Ленинграда и его южных пригородов в течение двух лет.
Ропша была освобождена в ходе операции Январский гром. «19 января 1944 года советские войска освободили Ропшу от немецко-фашистских захватчиков. Москва салютовала воинам-освободителям 20 артиллерийскими залпами из 224 орудий».
После войны Ропшинская усадьба, на территории которой разместилась лётная войсковая часть, была полностью восстановлена. В здании дворца находился штаб. В этот период дворцово-парковый ансамбль поддерживался в хорошем состоянии.
Затем во дворце разместился Отдельный батальон химической защиты Ленинградского военного округа. Дворец, парк и дополнительные пристройки продолжали восстанавливаться. Во дворце располагался клуб части. Во время чернобыльской трагедии войсковая часть под непосредственным руководством генерала Краснова была переброшена в Чернобыль для ликвидации последствий. Рота разведки устанавливала границы зон заражения. Во дворце, в это время офицеры запаса, сержанты и рядовые проходили ускоренную переподготовку и отправлялись на ликвидацию последствий и замену персонала, получившего передозировку. До сих пор не установлен памятный знак в честь этого события. В то время дворец и парк входили в экскурсионный маршрут «Дворцово-парковое ожерелье Ленинграда-Петербурга».
С 1955 года в составе Ломоносовского района.
С 1963 года в составе Гатчинского района.
С 1965 года вновь в составе Ломоносовского района. В 1965 году население посёлка Ропша составляло 1149 человек.
По данным 1966 и 1973 годов посёлок являлся административным центром Ропшинского сельсовета, в посёлке располагалась центральная усадьба совхоза «Октябрьский».
По данным 1990 года в посёлке Ропша проживали 1007 человек. Посёлок являлся административным центром Ропшинского сельсовета в который входили 7 населённых пунктов: деревни Большие Горки, Глядино, Малые Горки, Михайловская, Нижняя Кипень, Олики; посёлок Ропша, общей численностью населения 1541 человек.
В 1997 году в посёлке Ропша Ропшинской волости проживали 1216 человек, в 2002 году — 847 человек (русские — 89 %).
В 2007 году посёлке Ропша Ропшинского СП — 757 человек.

## География

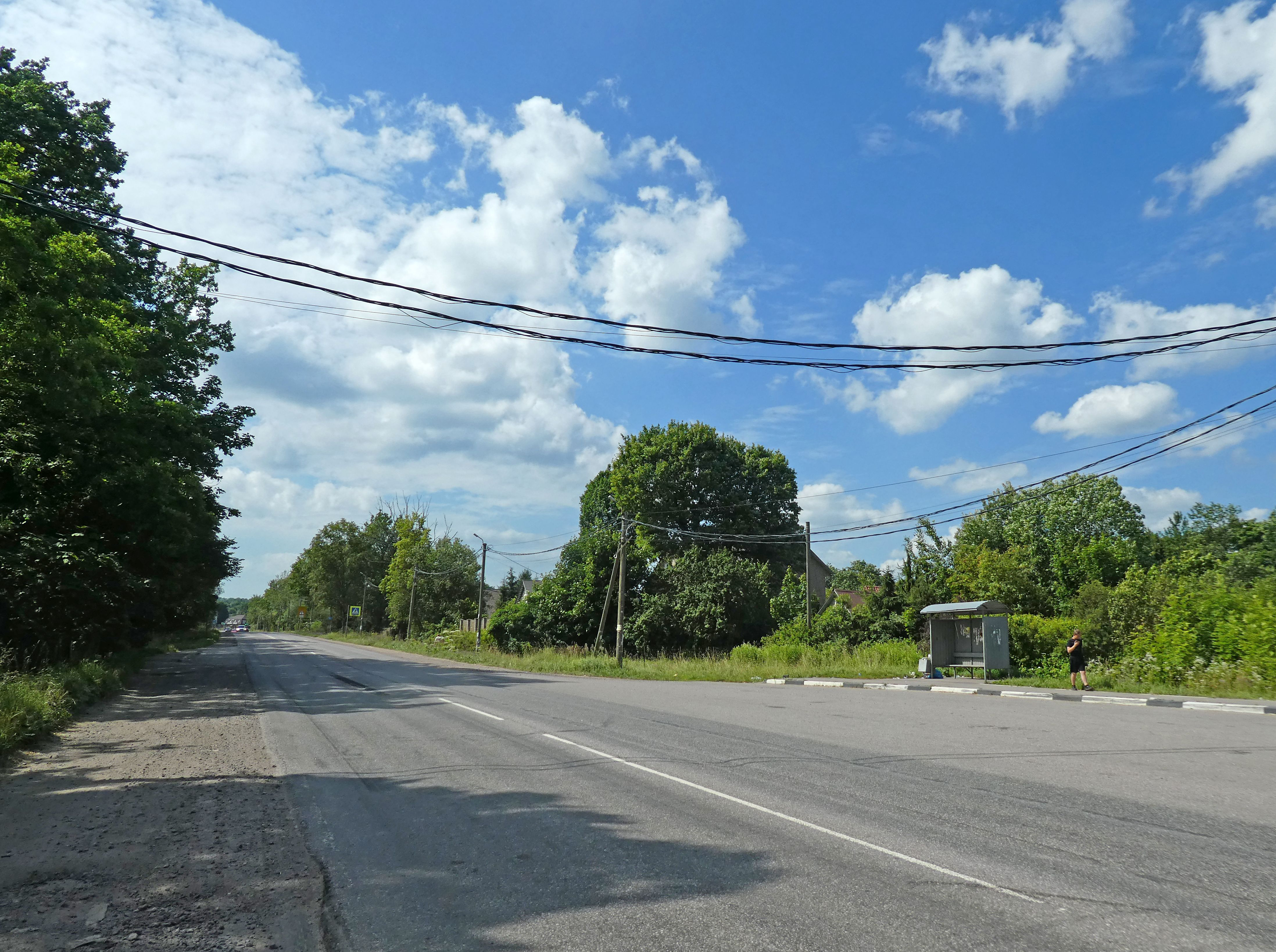
Ропшинское шоссе в Ропше

Посёлок расположен в восточной части района на автодороге 41К-011 (Стрельна — Гатчина) («Ропшинское шоссе») в месте пересечения её автодорогой 41К-015 (Анташи — Красное Село), к югу от побережья Финского залива и к юго-западу от Санкт-Петербурга.
Расстояние до районного центра — 32 км.
Расстояние до ближайшей железнодорожной станции Красное Село — 25 км.
Посёлок находится в северной части Ижорской возвышенности на Ропшинских высотах (120—130 м над уровнем моря), ордовикское плато.
Через посёлок протекает река Стрелка. К северо-западу от него проходит Петергофский канал, питающий фонтаны Нижнего парка Петергофа.

## Демография
| 1862 | 2002 | 2007 | 2010  | 2017 |
| ---- | ---- | ---- | ----- | ---- |
| 778  | ↗847 | ↘759 | ↗1002 | ↘802 |

## Современность
На территории парка, между стадионом и озером, устроено небольшое мемориальное кладбище. Здесь похоронены воины, погибшие в годы Великой Отечественной войны, и лётчики, погибшие уже в послевоенные годы.
Войсковая часть покинула дворец приблизительно в 1977—1978 году. При этом были сняты полы, двери и всё, что можно было снять. В 1979 году дворец стоял с окнами, забитыми железными листами. В 1985 году (приблизительно) дворец был передан на баланс Ломоносовской птицефабрике. Там планировалось построить санаторий на 500 птичниц. Начались реставрационные работы, которые прервал пожар, случившийся в 1990 году.
В конце 1980-х — начале 1990-х в здании произошла серия пожаров, сильно повредивших дворец. Полностью выгорел 2-й этаж, обрушились перекрытия, рухнула крыша, и частично обрушились стены, а конюшня и флигеля были разграблены мародёрами. Деревянные леса, которые воздвигли в начале 90-х для поддержания стен и фасада, рухнули в начале 2010 года, крыши как таковой давно уже нет, часть стен исписана, часть обрушилась. Кое-где сохранились остатки лепнины. Парк запущен и замусорен, малые пруды постепенно превращаются в болота.
Дворец был заброшен, и его парки постепенно пришли в запустение. От былого величия усадьбы не осталось практически и следа.
Сейчас Ропшинский дворец — памятник федерального значения, является федеральной собственностью. Останки строений и заброшенный парк находятся под эгидой ЮНЕСКО и охраняются государством, но реставрация и реконструкция этих мест так и не коснулась.
В 2005 году правительство Ленинградской области попыталось возродить заброшенный дворцовый комплекс. На эти цели из федерального бюджета было выделено 2 млн рублей на проведение конкурса по проектам реконструкции Ропшинского дворцового комплекса. Победитель конкурса — ООО «Раритет» представил 2 варианта использования дворцово-паркового комплекса.
Первый вариант предполагал восстановление дворцового комплекса и создание центра делового туризма. Тогда часть зданий должна была быть приспособлена под гостиницу, кафе, конференц-зал, появился бы торгово-выставочный комплекс. Подобная реконструкция дворца полностью уничтожила бы внутреннюю оригинальную планировку, оставив от него лишь исторические фасады. Второй вариант предлагал туристическо-развлекательное направление.
На территории дворца были произведены подготовительные работы, и геологическое зонирование, а флигели подверглись перепланировке. Но ввиду не согласованности между ООО «Раритет» и правительства Ленобласти на этом работы и закончились.

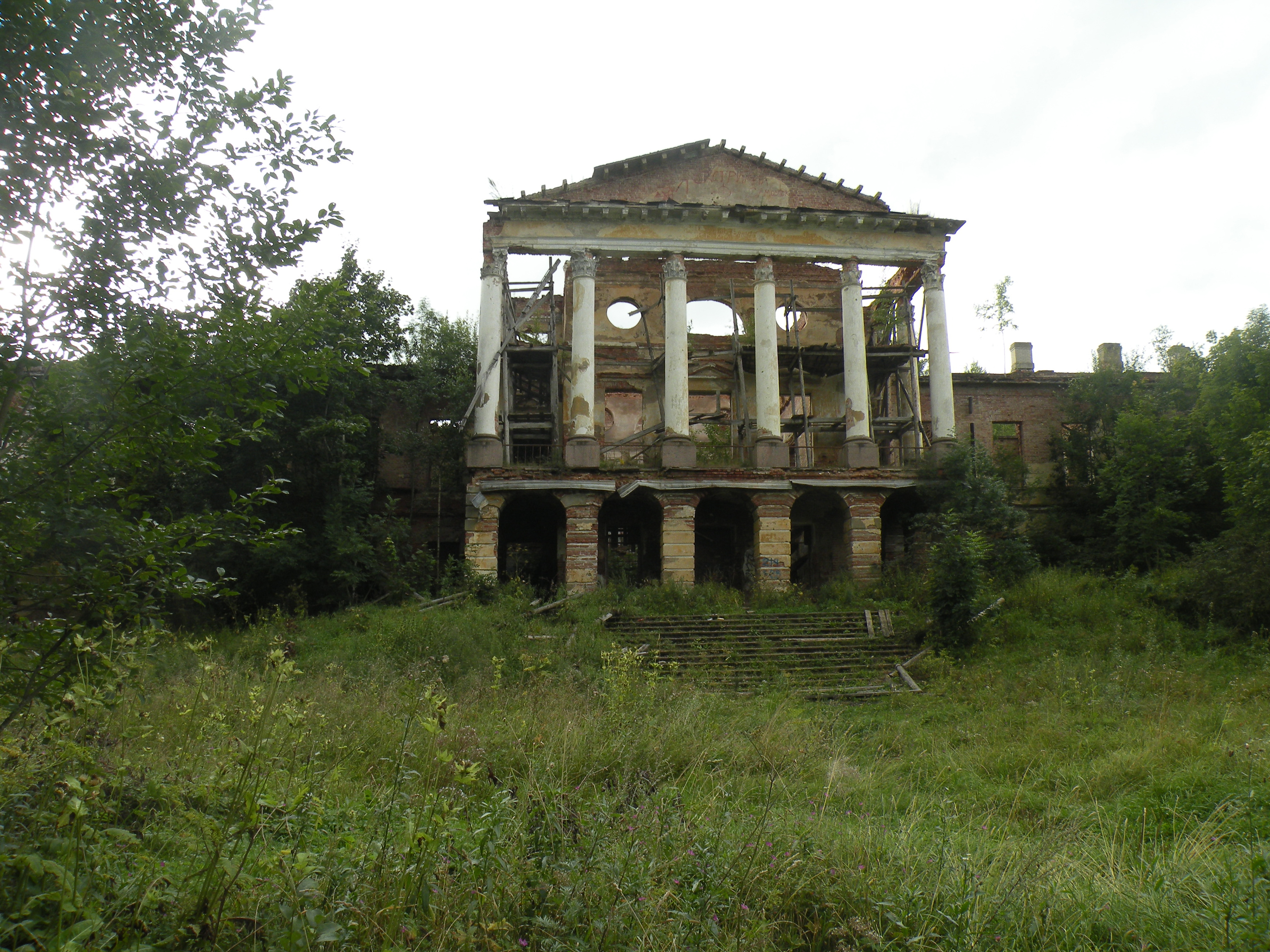
Состояние памятника всемирного наследия в 2012 году
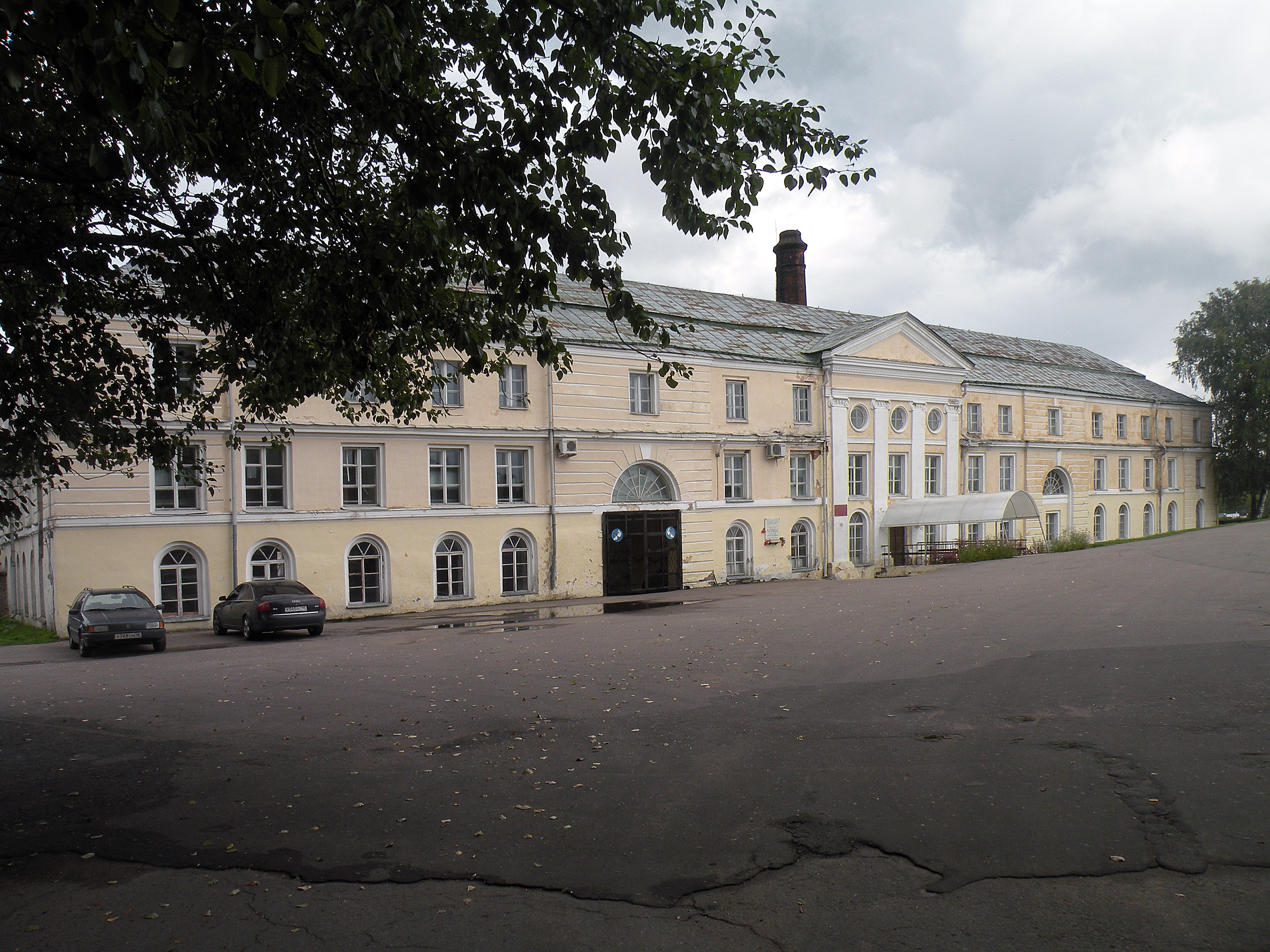
Бывшая бумажная фабрика

## Достопримечательности
- Ропшинский дворец (пребывает в руинах, хотя входит в состав охраняемого ЮНЕСКО объекта Исторический центр Санкт-Петербурга и связанные с ним комплексы памятников). Видео того, что осталось на 2010 год
- Здание Императорской бумажной фабрики[38]
- На Княжьей Горке находятся руины христианской Дмитриевской, позднее Петропавловской церкви, построенной, предположительно, в XVI веке, но неоднократно перестраивавшейся впоследствии[39]
- Деревенское кладбище с могилой известного литературного критика В. Н. Майкова (место не известно)
- «Танк КВ-1». Памятник воинам, освободившим Ропшу 19 января 1944 года[40]. Он установлен в память встречи основных сил 2 ударной армии и 42 армии в январе 1944 года в ходе Красносельско-Ропшинской наступательной операции. Памятник представляет собой поднятый на высокий постамент танк КВ-1 с бортовым номером № 9854 Героя Советского Союза Анатолия Пилюткина[41]. Это подлинный танк, участвовавший в боях за освобождение Ропши. Надпись на постаменте гласит: «В этом районе 19 января 1944 года танкисты Ленинградского фронта, наступавшие из района Ораниенбаума и из района Пулково, сомкнули стальное кольцо вокруг фашистских убийц, обстреливавших из артиллерии город Ленина» (1944, архитекторы К. Л. Иогансен и В. А. Петров)[42]
- Памятник «Стела». Установлен в 1970 году напротив памятника «Танк КВ-1», на главной улице посёлка Ропша. Монумент представляет собой клиновидную стелу на треугольном постаменте, рядом — две противотанковые надолбы. Надпись на стеле гласит: «19 января 1944 года советские войска освободили Ропшу от захватчиков. Москва салютовала воинам-освободителям 20 артиллерийскими залпами из 224 орудий». На постаменте также перечислены названия частей, участвовавших в освобождении Ропши. Среди них: 131-я стрелковая дивизия под командованием Петра Логиновича Романенко, которая в составе 2-й ударной армии Ивана Ивановича Федюнинского участвовала в операции «Январский гром», и 19 января отличилась при взятии Ропши. За успешное взятие посёлка Пётр Логинович удостоен звания Героя Советского Союза и медали «Золотая Звезда», а его дивизия была награждена орденом Красного Знамени и получила почётное наименование «Ропшинская». Именем командира дивизии названа одна из улиц улица в Ропше
- Источник «Иордань»

## Социальная инфраструктура
- филиал районной больницы
- средняя школа
- детский сад
- Центральная экспериментальная станция НИИ озёрного и рыбного хозяйства «Ропша»

## Транспорт
В деревне осуществляется автобусное сообщение по маршрутам:
| №             | Конечная остановка 1 | Конечная остановка 2 | Перевозчик         | Примечания |
| ------------- | -------------------- | -------------------- | ------------------ | --- |
| 443           | Станция Красное Село | Ропша                | ООО «Домтрансавто» | Социальный автобусный маршрут города Санкт-Петербурга. Оплата наличными не принимается, возможна активация отложенного пополнения карты «Подорожник» |
| 454           | Станция Красное Село | Клясино              | ООО «Вест-Сервис»  | Социальный автобусный маршрут города Санкт-Петербурга. Оплата наличными не принимается, возможна активация отложенного пополнения карты «Подорожник» |
| 481           | Кировский завод      | Ропша                | ООО «Домтрансавто» | Социальный автобусный маршрут города Санкт-Петербурга. Оплата наличными не принимается, возможна активация отложенного пополнения карты «Подорожник» |
| 486           | Кипень               | Проспект Ветеранов   | ООО «Вест-Сервис»  | |
| 639А          | Гостилицы            | Ленинский проспект   | ООО «Такси»        | |
| 650А / к-650А | Кипень               | Проспект Ветеранов   | ООО «Вест-Сервис»  | |
| 653           | Лаголово             | Ломоносов, вокзал    | ООО «Вест-Сервис»  | |
| 687           | Ропша                | Ломоносов, вокзал    | ООО «Вест-Сервис»  | |

## Улицы
Арнольда, Генерала Федюнинского, Дачный переулок, Державина, Детская, Дужникова, Западный переулок, Заячий переулок, Изумрудная, Кировский переулок, Ключевая, Княжегорский переулок, Конный переулок, Конюшенная, Красносельское шоссе, Лазурная, Лермонтова, Лесная, Малая, Мира, Молодёжная, Молодёжный переулок, Народная, Новостроек, Новый переулок, Ольгин переулок, Оранжерейная, Оранжерейный проезд, Пальчикова, Петровская, Полевая, переулок Поэта Майкова, Пушкина, Речная, Родниковая, Романенко, Рытова, Светлая, Складская, Складской проезд, Стрельнинское шоссе, Счастливая, Тихая, Уютный переулок, Фабричный переулок, Школьная, Электриков, Южная, Ясная.